# 萊納·舒特勒
萊納·舒特勒（Rainer Schüttler，1976年4月25日—），是一位德國職業網球運動員。目前居住在瑞士。

## 職業生涯
他從10歲起開始打網球，於1995年轉為職業選手。个人单打世界最高排名曾经在2004年达到过世界第五，后来由于伤病加上年龄逐渐增大而开始走下坡路。舒特勒职业生涯最高点是在2003年，那一年他打入澳網決賽，但在決賽中不敵阿格西，獲得亞軍。并在那一年夺得了两个ATP冠军头衔，年终他又杀入了ATP大师系列赛总决赛4强，最终排名世界第六。2004年舒特勒杀入了蒙特卡罗网球大师赛的决赛，但是最终不敌科里亚，同时世界排名也上升至职业生涯最高的第五位。在2008年溫布頓網球錦標賽上，他打進了四強，不敌最终夺冠的纳达尔。
舒特勒于2012年10月正式退休。

## 大满贯

### 男單亞軍 (1)
| 年份 | 比賽 | 場地 | 決賽對手 | 對手國籍 | 比分          |
| ---- | ---- | ---- | -------- | -------- | ------------- |
| 2003 | 澳网 | 硬地 | 阿格西   | 美國     | 6-2, 6-2, 6-1 |

## 外部連結
- 官方网站 （德文）
- 萊納·舒特勒（英文/西班牙文）的官方資料
- 萊納·舒特勒的國際網球總會 職業／青少年 官方資料（英文）
- 萊納·舒特勒的官方資料（英文）